# Ian Austin
Pour les articles homonymes, voir Austin.
Ian Christopher Austin, baron Austin de Dudley (né le 6 mars 1965) est un homme politique britannique qui siège en tant que pair à vie à la Chambre des lords. Il est député de Dudley North de 2005 à 2019. Ancien membre du Parti travailliste, il quitte le parti le 22 février 2019 pour siéger en tant qu'indépendant, et est anobli dans la liste des distinctions honorifiques de la dissolution de Boris Johnson en 2020. Il est sous-secrétaire d'État parlementaire au ministère des Communautés et des Gouvernements locaux de 2009 à 2010.

## Jeunesse
Austin est né le 6 mars 1965 et a été adopté très jeune par les professeurs d'école de Dudley Fred et Margaret Austin. Son père adoptif, Fred (un juif tchèque lui-même adopté par une famille anglaise lors de l'invasion nazie de la Tchécoslovaquie), est à la tête de l'école Dudley depuis sa formation en 1975 jusqu'à sa retraite en 1985. Fred Austin, né Fredi Stiller, reçoit le MBE dans la liste des honneurs du Nouvel An 2006 en reconnaissance de son service aux communautés de Dudley. Les frères et sœurs adoptifs d'Ian Austin sont David Austin, directeur général du British Board of Film Classification, Helen, nutritionniste et ancienne enseignante, et Rebecca, l'une des principales sages-femmes britanniques.
Ayant échoué à entrer à la King Edward's School, Birmingham, Austin fait ses études à la Dudley School de 1977 à 1983. Il étudie le gouvernement et la politique à l'Université de l'Essex.
Il s'intéresse au sport, en particulier le cyclisme (il est président du All-Party Parliament Cycling Group) et le football, et travaille un temps comme journaliste sur Midland Sport Magazine.
Austin est élu conseiller de l'arrondissement métropolitain de Dudley en 1991 et sert jusqu'en 1995. Il devient ensuite attaché de presse pour le parti travailliste des West Midlands jusqu'en 1998, date à laquelle il passe un an en tant que directeur adjoint des communications pour le parti travailliste écossais.
Austin est nommé conseiller politique du chancelier de l'Échiquier (plus tard Premier ministre), Gordon Brown, en 1999. Il occupe le poste jusqu'à son élection en 2005 et est connu comme l'un des lieutenants les plus proches de Brown.

## Carrière politique
Austin est choisi comme candidat travailliste pour Dudley North après la retraite de Ross Cranston et est élu aux élections générales de 2005 avec une majorité de 5 432 voix .
En juin 2007, Austin est nommé secrétaire parlementaire privé du premier ministre Gordon Brown, avec une disposition spéciale pour assister aux réunions du cabinet. Il est transféré à un nouveau poste lors du remaniement de 2008, devenant whip adjoint du gouvernement. Lors du remaniement de juin 2009, il est sous-secrétaire d'État parlementaire au ministère des Communautés et des Gouvernements locaux et ministre des West Midlands. Sous Ed Miliband, Austin est ministre fantôme au ministère de la culture, des médias et des sports entre 2010 et 2011 et ministre fantôme du travail et des retraites entre 2011 et 2013.
Au Parlement de 2015, Austin rejoint le Comité spécial de l'éducation et est nommé président du comité de l'éducation du Parti travailliste .
Dans l'élection de direction travailliste de 2010, Austin soutient Ed Balls, qui est arrivé troisième.
Il est réputé comme un député chahuteur. En juillet 2016, Austin est réprimandé par le président de la Chambre des communes pour avoir chahuté le leader travailliste Jeremy Corbyn en criant "asseyez-vous et taisez-vous" et "vous êtes une honte", alors que Corbyn critique l'invasion de l'Irak en 2003 dans sa réponse à la publication de l’enquête Chilcot. En juillet 2018, Austin fait l'objet d'une enquête du Parti travailliste pour avoir prétendument utilisé un langage abusif à l'égard du président du parti, Ian Lavery. La secrétaire générale Jennie Formby abandonne l'enquête en novembre, bien qu'Austin ait reçu une réprimande de la part du whip en chef.

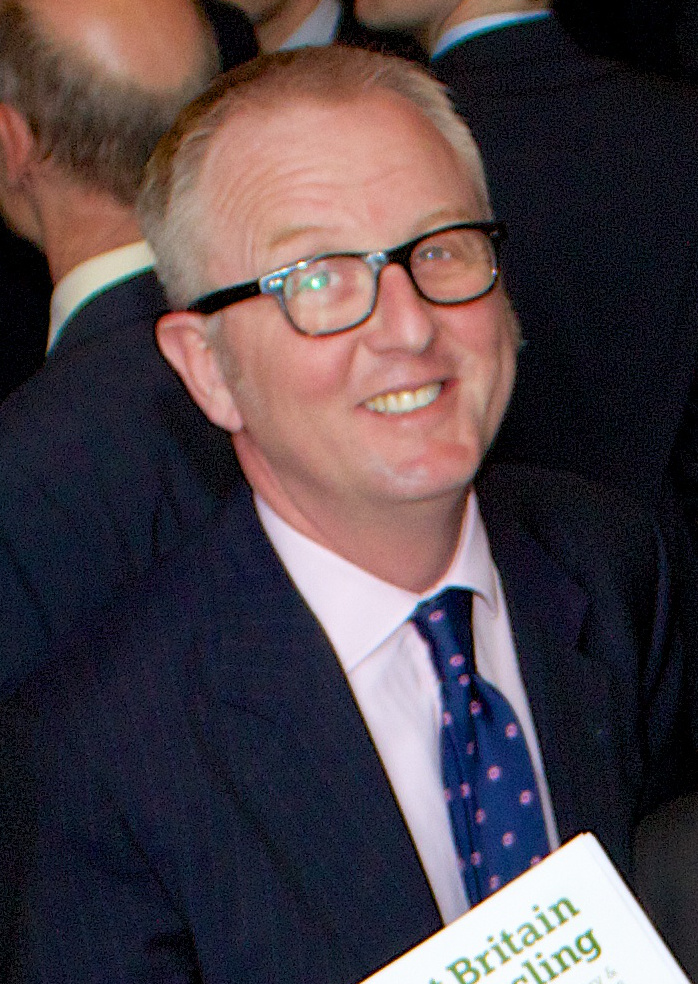
Austin en 2013

En 2013, Austin est l'un des premiers députés travaillistes à appeler à un référendum in / out sur l'adhésion du Royaume-Uni à l'UE. Il soutient le maintien du Royaume-Uni dans l'UE lors du référendum d'adhésion de 2016, mais s'est opposé à un deuxième référendum. Le 15 janvier 2019, Austin est l'un des trois seuls députés travaillistes à voter pour l'accord sur le Brexit de Theresa May lors du vote significatif (avec Kevin Barron et John Mann). Dans la même série de votes, Austin est l'un des 14 députés travaillistes à avoir voté contre l'amendement de sa collègue Yvette Cooper, qui vise à empêcher un Brexit sans accord en prolongeant la période de négociation de l'article 50.
Le 22 février 2019, Austin quitte le Parti travailliste en raison de ce qu'il qualifie de "culture d'extrémisme, d'antisémitisme et d'intolérance"  et devient député indépendant. Sa démission a lieu la même semaine que la formation du groupe indépendant, mais Austin n'y adhère pas, car il n'est pas d'accord avec leur souhait d'un autre référendum sur le Brexit.
En juillet 2019, Austin est nommé Premier Envoyé commercial ministériel en Israël par Theresa May. Il s'agit d'un réseau multipartite non rémunéré et volontaire, soutenant le commerce et les investissements britanniques sur les marchés mondiaux.
En septembre 2019, Austin utilise son discours dans le débat d'urgence proposé par Jeremy Corbyn pour le critiquer. La députée travailliste Liz McInnes, qui est assise sur un banc derrière lui, lui a dit «d'aller s'asseoir ailleurs»,. Plus tard dans le mois, il assiste à la conférence du parti travailliste avec un grand panneau d'affichage mobile indiquant que Corbyn est inapte à diriger le parti ou le pays . En novembre 2019, Austin annonce qu'il ne se présenterait pas aux Élections générales britanniques de 2019 et conseille à ses électeurs de voter pour le Parti conservateur afin d'empêcher Jeremy Corbyn de devenir Premier ministre,. 
Austin est nommé pour une pairie à vie dans les honneurs de dissolution de 2019, avec quatre autres anciens députés travaillistes. Il est créé baron Austin de Dudley, de Dudley dans le comté de West Midlands le 2 septembre 2020 et siège en tant que pair à vie non affilié,.